# Reidhavet
Reidhavet är ett namn under vikingatiden på södra delen av Östersjön, befolkat av reidgoter. Reidgoterna var bosatta i ett område från nuvarande Polen, Baltikum österut ner mot floden Dnepr.